# Ben l’Oncle Soul

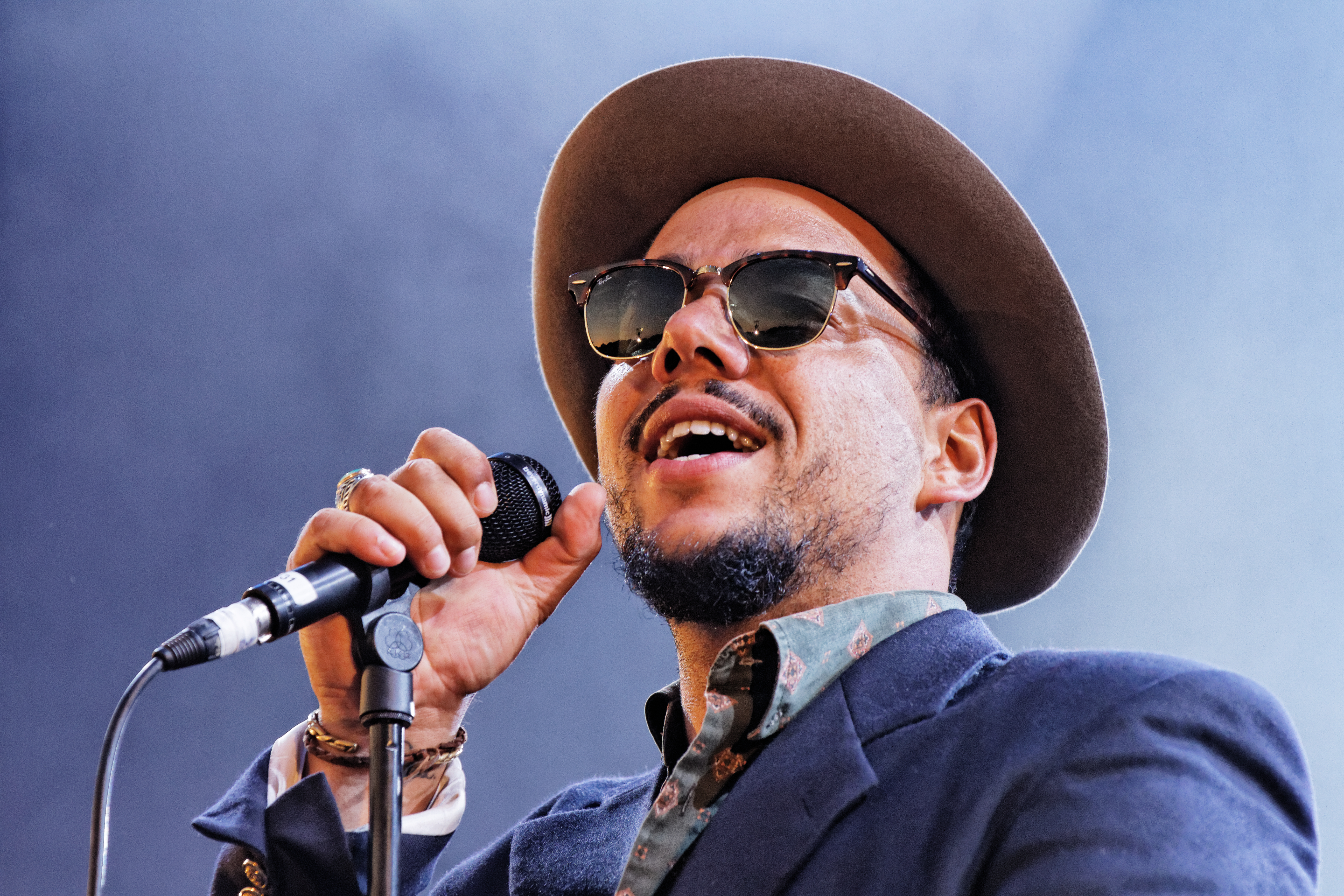
Ben l’oncle Soul (2014)

Ben l’Oncle Soul (* 1984 in Tours, Frankreich; eigentlich Benjamin Duterde) ist ein französischer Soulsänger und Songwriter.

## Karriere
Er wuchs mit der Musik von Ray Charles, Sam Cooke, Donny Hathaway und Marvin Gaye auf. 2004 trat er dem Gospelchor Fitiavana bei und wurde 2008 von Motown France durch seine Internetauftritte entdeckt und unter Vertrag genommen.
Zu Beginn seiner Karriere trat er im Vorprogramm namhafter Interpreten wie Raphael Saadiq, Musiq Soulchild sowie India.Arie auf. Es folgten diverse Kollaborationen mit französischen Künstlern wie Hocus Pocus oder Oxmo Puccino. 2009 veröffentlichte er seine erste EP namens Soulwash, die Coverversionen von Liedern wie zum Beispiel Gnarls Barkleys Crazy oder Katy Perrys I Kissed a Girl enthält. Bekannt wurde er jedoch erst durch seine eigene Version des Liedes Seven Nation Army der White Stripes, die erste Single seines zweiten Albums Ben l’Oncle Soul. Das Album erschien am 17. Mai 2010. Es enthält 14 Titel, die auf Englisch und auf Französisch interpretiert sind. Seine Musik erinnert stark an die Motownzeiten der 1950er und 1960er Jahre.
Ben l’Oncle Soul gewann den European Border Breakers Award 2012.
2012 wurde das Lied Petite sœur für die Fernseh-Werbespots für den Schokoriegel Duplo verwendet.

## Diskografie

### Studioalben
| Jahr | Titel            | Höchstplatzierung, Gesamtwochen, AuszeichnungChartplatzierungen (Jahr, Titel, Platzierungen, Wochen, Auszeichnungen, Anmerkungen) | Höchstplatzierung, Gesamtwochen, AuszeichnungChartplatzierungen (Jahr, Titel, Platzierungen, Wochen, Auszeichnungen, Anmerkungen) | Höchstplatzierung, Gesamtwochen, AuszeichnungChartplatzierungen (Jahr, Titel, Platzierungen, Wochen, Auszeichnungen, Anmerkungen) | Höchstplatzierung, Gesamtwochen, AuszeichnungChartplatzierungen (Jahr, Titel, Platzierungen, Wochen, Auszeichnungen, Anmerkungen) | Anmerkungen                            |
| Jahr | Titel            | DE | FR | CH | BEW | Anmerkungen                            |
| ---- | ---------------- | --- | --- | --- | --- | -------------------------------------- |
| 2010 | Ben l’Oncle Soul | DE81 (1 Wo.)DE | FR4 ×3Dreifachplatin · (111 Wo.)FR                                                                                                | CH37 (41 Wo.)CH | BEW11 Gold · (77 Wo.)BEW | Erstveröffentlichung: 17. Mai 2010     |
| 2014 | A coup de rêves  | — | FR7 (25 Wo.)FR | CH21 (3 Wo.)CH | BEW14 (20 Wo.)BEW | Erstveröffentlichung: 25. August 2014  |
| 2016 | Under My Skin    | — | FR61 (8 Wo.)FR | — | BEW152 (5 Wo.)BEW | Erstveröffentlichung: 4. November 2016 |
| 2020 | Addicted to You  | — | FR140 (1 Wo.)FR | — | — | Erstveröffentlichung: 27. März 2020    |
| 2022 | Red Mango        | — | — | — | — | Erstveröffentlichung: 15. April 2022   |

### Livealben
| Jahr | Titel      | Höchstplatzierung, Gesamtwochen, AuszeichnungChartplatzierungen (Jahr, Titel, Platzierungen, Wochen, Auszeichnungen, Anmerkungen) | Höchstplatzierung, Gesamtwochen, AuszeichnungChartplatzierungen (Jahr, Titel, Platzierungen, Wochen, Auszeichnungen, Anmerkungen) | Anmerkungen                           |
| Jahr | Titel      | FR | BEW | Anmerkungen                           |
| ---- | ---------- | --- | --- | ------------------------------------- |
| 2011 | Live Paris | FR32 (15 Wo.)FR | BEW25 (4 Wo.)BEW | Erstveröffentlichung: 3. Oktober 2011 |

### EPs
- 2009: Soulwash
- 2019: Ben

### Singles
| Jahr | Titel Album                                             | Höchstplatzierung, Gesamtwochen, AuszeichnungChartplatzierungen (Jahr, Titel, Album, Platzierungen, Wochen, Auszeichnungen, Anmerkungen) | Höchstplatzierung, Gesamtwochen, AuszeichnungChartplatzierungen (Jahr, Titel, Album, Platzierungen, Wochen, Auszeichnungen, Anmerkungen) | Höchstplatzierung, Gesamtwochen, AuszeichnungChartplatzierungen (Jahr, Titel, Album, Platzierungen, Wochen, Auszeichnungen, Anmerkungen) | Höchstplatzierung, Gesamtwochen, AuszeichnungChartplatzierungen (Jahr, Titel, Album, Platzierungen, Wochen, Auszeichnungen, Anmerkungen) | Anmerkungen                                                                           |
| Jahr | Titel Album                                             | DE | FR | CH | BEW | Anmerkungen                                                                           |
| ---- | ------------------------------------------------------- | --- | --- | --- | --- | ------------------------------------------------------------------------------------- |
| 2010 | À mi-chemin –                                           | — | FR70 (16 Wo.)FR | — | — | Erstveröffentlichung: 15. Februar 2010 Hocus Pocus feat. Akhenaton & Ben l’Oncle Soul |
| 2010 | Soulman Ben l’Oncle Soul                                | — | FR14 (19 Wo.)FR | CH63 (5 Wo.)CH | BEW16 (19 Wo.)BEW | Erstveröffentlichung: 13. September 2010                                              |
| 2010 | Seven Nation Army Ben l’Oncle Soul                      | DE51 (7 Wo.)DE | — | CH54 (12 Wo.)CH | BEW16 (19 Wo.)BEW | Erstveröffentlichung: 24. September 2010 Original: The White Stripes                  |
| 2011 | Petite sœur Ben l’Oncle Soul                            | — | FR54 (8 Wo.)FR | — | BEW40 (7 Wo.)BEW | Erstveröffentlichung: 17. Januar 2011                                                 |
| 2013 | Être un homme comme vous –                              | — | FR94 (1 Wo.)FR | — | — | Erstveröffentlichung: 2013                                                            |
| 2013 | Hallelujah!!! (J’ai tant besoin de toi) A coup de rêves | — | FR68 (2 Wo.)FR | — | — | Erstveröffentlichung: 18. November 2013                                               |
| 2014 | You Got My Back A coup de rêves                         | — | FR75 (1 Wo.)FR | — | — | Erstveröffentlichung: 2014                                                            |
| 2014 | So Hard to Find A coup de rêves                         | — | FR53 (1 Wo.)FR | — | — | Erstveröffentlichung: 2014                                                            |
| 2014 | Ailleurs A coup de rêves                                | — | FR67 (1 Wo.)FR | — | — | Erstveröffentlichung: 1. September 2014                                               |
| 2015 | À coup de rêves A coup de rêves                         | — | FR40 (1 Wo.)FR | — | — | Erstveröffentlichung: 12. Januar 2015                                                 |